# Saint-Gonnery
Saint-Gonnery (en bretó Sant-Goneri) és un municipi francès, situat a la regió de Bretanya, al departament d'Ar Mor-Bihan. L'any 2006 tenia 1.018 habitants.

## Demografia
| 1962                                       | 1968 | 1975 | 1982 | 1990 | 1999 |  |
| ------------------------------------------ | ---- | ---- | ---- | ---- | ---- |  |
| 766                                        | 771  | 791  | 865  | 865  | 943  |  |
| Des de 1962: població sense dobles comptes |      |      |      |      |      |  |

## Administració
| Període | Identitat          | Partit |
| ------- | ------------------ | ------ |
| 2001-   | Pacifique Le Clere |        |